# Pont de la Barque
Le pont de la Barque est une construction sur le fleuve Lérez, à son embouchure dans la ria de Pontevedra, qui relie la ville de Pontevedra (dans le quartier A Moureira) à la commune de Poio en Espagne.

## Histoire
Selon les documents de 1197, le passage en barque, qui a donné son nom au lieu et au pont, était contrôlé par les moines bénédictins du monastère Saint-Jean de Poio.

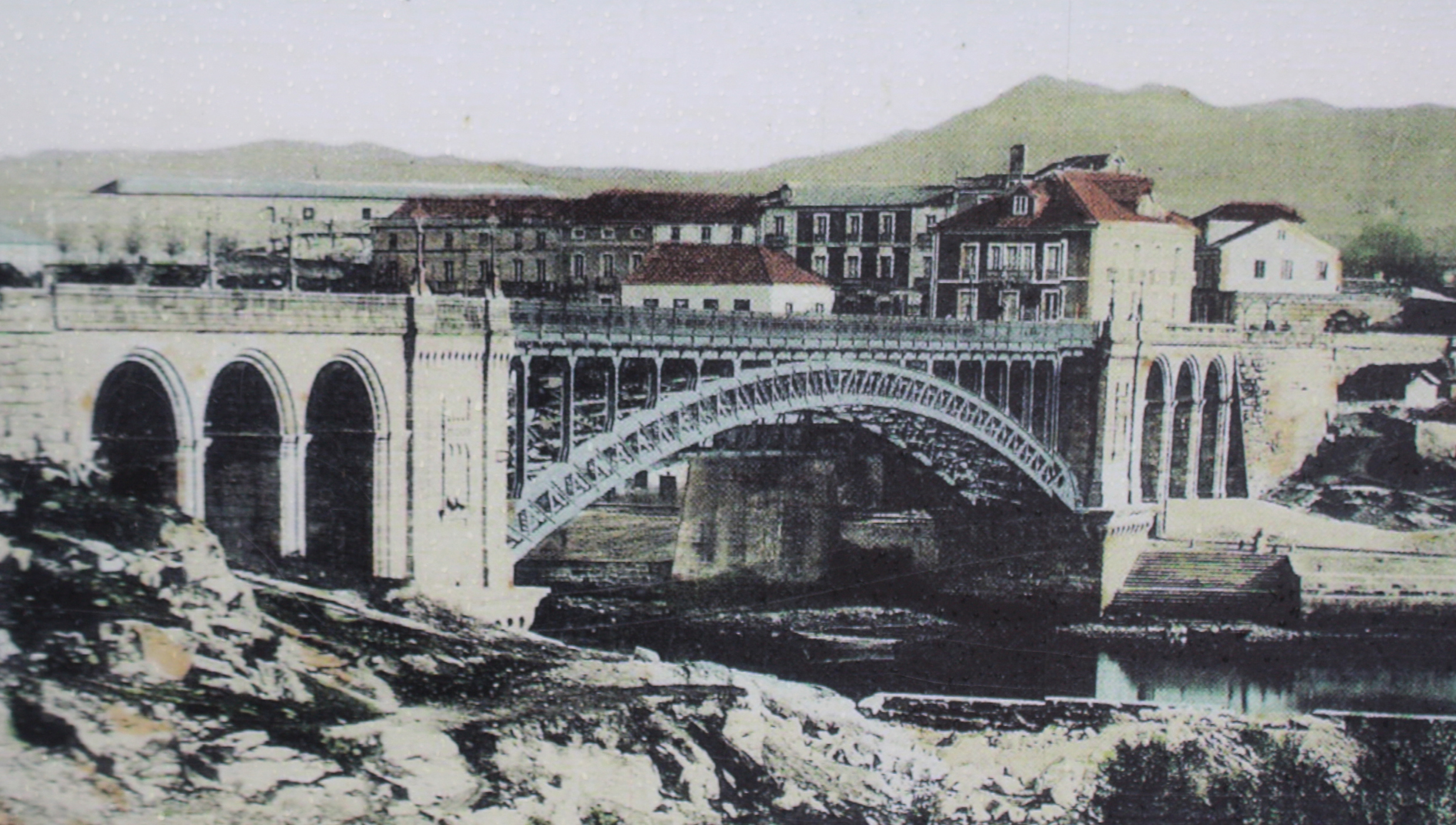
Pont de la Barque au XIX

Au XIXe siècle, la Société des Marins de Pontevedra a exploité le passage, ce qui a entraîné des heurts avec le monastère de Poio, le marquis de Riestra et la marine espagnole. Pour éviter ces confrontations, vu la nécessité de construire un pont, on a créé la "Société commanditaire constructrice du pont de La Barque", formée par la Société des Marins, les habitants de Poio et les partenaires capitalistes.

### Premier pont
Le premier pont de la Barque, en bois et de faible hauteur, a été construit en 1867, et son exploitation a débuté en 1871. L'ouvrage comprenait une section de levage, qu'on soulevait à l'aide d'un treuil pour permettre le passage de grands navires vers les quais de la Galera et du Bourg.

### Deuxième pont
Les administrations, en particulier le marquis de Riestra, qui avait une propriété rurale et une usine à A Caeira, et des politiciens comme Eduardo Vincenti ou Montero Ríos, ont exigé la construction d'un pont surélevé et d'un autre parallèle pour le passage du chemin de fer. En 1887, les travaux ont commencé sur ce qui devait être un pont en pierre. Les travaux ont été interrompus pendant sept ans.
En 1894, la construction d'un pont métallique s'impose, comme c'est le cas dans l'architecture contemporaine, en raison de la plus grande facilité de transport qui permet une manipulation plus ductile et une exécution plus rapide du pont. L'œuvre rassemble les postulats de l'architecture métallique, qui a répandu l'acier comme matériau architectural depuis la réalisation par Joseph Paxton du pavillon du Crystal Palace à l'Exposition universelle de Londres en 1851.
Le projet, conçu par Luis Acosta et Eduardo Fungueiriño, a été réalisé par Chavarri, Petrement et Cie. Pendant sa construction, les ouvriers embauchés par l'industriel Benito Corbal ont fait grève pendant un certain temps, qui a fini grâce à la médiation du gouverneur civil, Augusto González Besada.
Au début du XXe siècle, les travaux de l'arc métallique central ont commencé. Le pont a été inauguré le 3 juillet 1905. Il avait une arche de 75 mètres de portée, reposant sur deux solides supports de maçonnerie, et trois arcs de chaque côté, dans lesquels des motifs ornementaux de style gothique, du goût de l'époque étaient sculptés. La veille de l'inauguration, les essais de charge ont été effectués, mettant 200 tonnes en charge statique et 13 chariots de 4 tonnes chacun en charge dynamique.
Le pont est devenu une ligne de démarcation dans le quartier A Moureira, laissant d'un côté le quartier résidentiel des marins, de l'autre le quartier des tavernes et des maisons closes.

### Rénovations
En 1945, les travaux ont commencé pour remplacer la structure métallique par un arc en béton de 72 mètres de portée conçu par Eduardo Torroja Miret. Cependant, les travaux n'ont été achevés qu'en 1950.
En 1989, la culée de maçonnerie du côté sud a été modifié, passant de trois arches à une plus large, au-dessous de laquelle se trouve l'Avenue Corbaceiras. Deux ans plus tard, la culée jumelle du côté nord a été élargie également pour accueillir l'AP-9 en dessous.
De nos jours, après des travaux de rénovation au milieu des années 1990 et des années 2010, le pont a une circulation à double sens pour les véhicules et des trottoirs couverts pour les piétons.

## Description
Le pont doit son nom au fait que dans le passé, le passage de Pontevedra à Poio, se faisait en bateau.
Il est formé par un grand arc en béton armé de 72 mètres de portée, sur la Ria de Pontevedra, et deux autres arcs surbaissés en maçonnerie plus petits de 25 mètres de portée sur les côtés sur terre. Il est décoré de bas-reliefs au bas des larges piliers de soutien en béton recouverts en granit.
Le pont a une largeur de 13 mètres et une longueur de 200 mètres. La portée de l’arc supporte deux voies de circulation routière et deux trottoirs.
Pour protéger le passant des vents et des pluies d'hiver, il y a un auvent en bois sur les trottoirs du pont.

## Galerie d'images

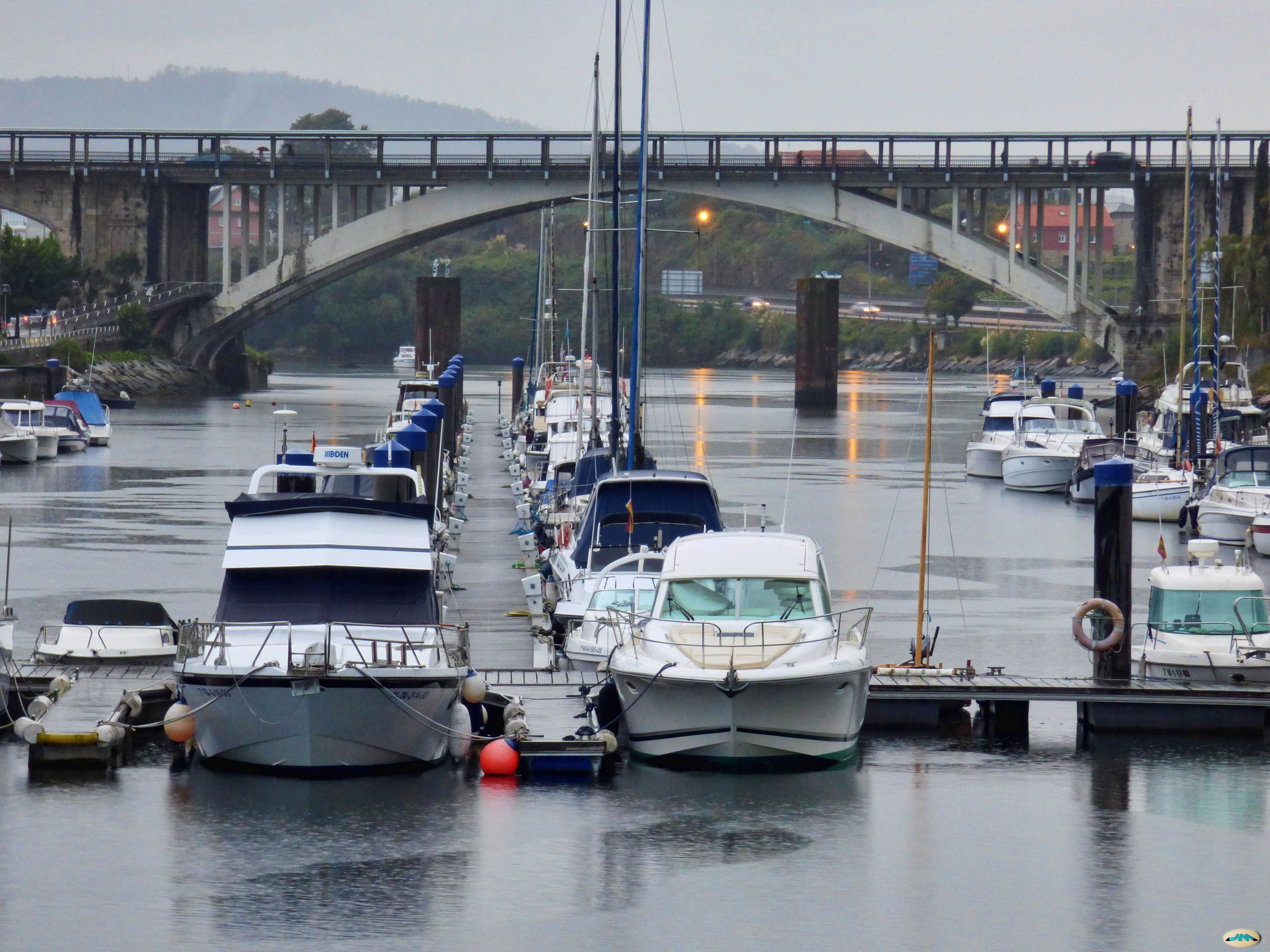
Pont de la Barque et port de plaisance.
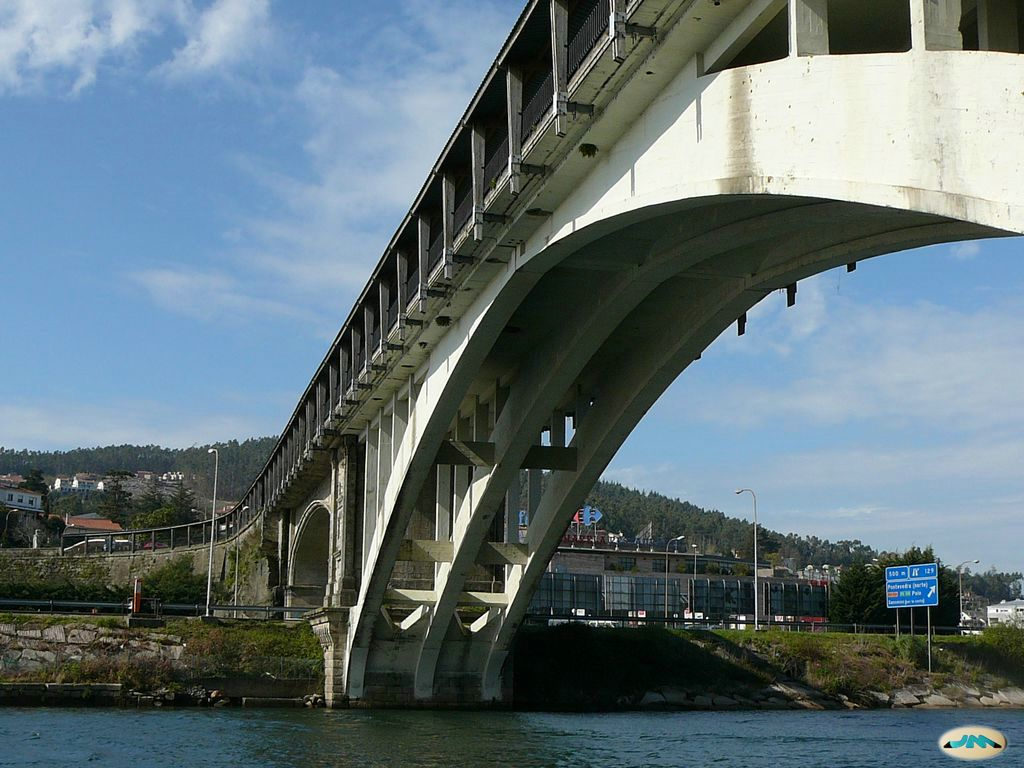
Arche en béton du pont.
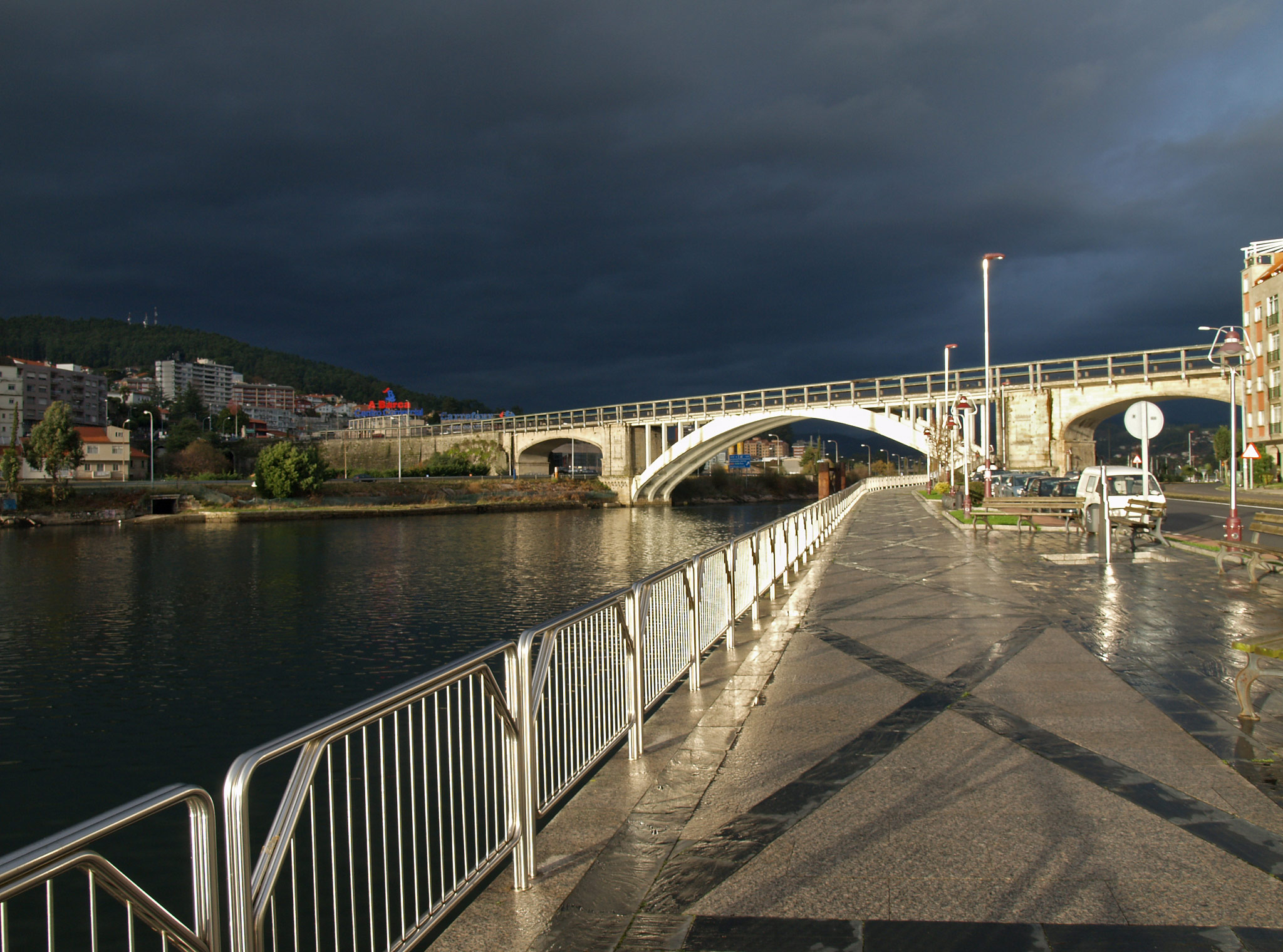
Pont et Paseo Marítimo de Pontevedra